# Capa Dura vs. Capa Blanda
El concepto de capa dura vs. capa blanda fue creado por Roberto Cibrián Campoy, fundador y director de New Digital Way en 2009, en respuesta a las necesidades de los departamentos de marketing de los bancos para crear aplicaciones web que les permitan la flexibilidad de publicar contenidos, promociones, módulos de interacción dinámica como blogs y chats, módulos de web 2.0, juegos, concursos, etc, con el objetivo de llegar, tanto al universo de usuarios que son sus clientes, para fidelizarlos, como a los usuarios "no clientes", para captarlos, de una manera rápida y sin necesidad de tener que dar acceso a las capas transaccionales, que dependen de los sectores de IT, recargándolos de manera innecesaria, con productos que en modo alguno requieren los standares de seguridad de un banco.
La capa blanda es el conjunto de herramientas y aplicaciones web dináminas y administrables desde un "content manager", "panel de administración de contenidos", manejables de manera independientemente y totalmente aislados de las red interna y transaccional del banco, para garantizar la seguridad de los datos.
Esta red interna y segura, es lo que llamamos capa dura, y es donde se producen las transacciones y se almacenan los datos transaccionales y financieros de los usuarios, la cual tiene un acceso restringido por temas de estricta seguridad.
En este concepto ambas capas pueden unirse y tomar datos mutuamente mediante web services o APIS  logrando mayor efectividad, eficiencia y velocidad en la implementación de nuevas acciones de marketing y comerciales.
Roberto Cibrian Campoy, fue uno de los fundadores de El Sitio Archivado el 16 de septiembre de 2009 en Wayback Machine., uno de los portales líderes en América Latina, durante la primera ola de internet, hacia fines de 1999, logrando El Sitio Archivado el 16 de septiembre de 2009 en Wayback Machine., ser la primera compañía basada en la región, en llegar a cotizar en Nasdaq, el mercado de valores de compañías tecnológicas de los Estados Unidos.